# Denis O’Leary
Denis O’Leary (* 22. Januar 1863 in Manhasset, New York; † 27. September 1943 in Douglaston, New York) war ein US-amerikanischer Jurist und Politiker. Er vertrat in den Jahren 1913 und 1914 den Bundesstaat New York im US-Repräsentantenhaus.

## Werdegang
Denis O’Leary wurde während des Bürgerkrieges in Manhasset geboren. Er besuchte öffentliche Schulen und unterrichtete später dort. O’Leary studierte Jura an der New York University Law School, wo er 1890 seinen Abschluss machte. Seine Zulassung als Anwalt erhielt er im selben Jahr und begann dann in New York City zu praktizieren. In den Jahren 1905 und 1906 war er als stellvertretender Corporation Counsel von New York City tätig und in den Jahren 1911 und 192 als Kommissar für Arbeitsbeschaffung (Public Works) im Borough von Queens. Politisch gehörte er der Demokratischen Partei an. Bei den Kongresswahlen des Jahres 1912 wurde er im zweiten Wahlbezirk von New York in das US-Repräsentantenhaus in Washington, D.C. gewählt, wo er am 4. März 1913 die Nachfolge von George H. Lindsay antrat. Er verließ auf eigenen Wunsch am 31. Dezember 1914 den Kongress. Zwischen 1915 und 1921 war er Bezirksstaatsanwalt in Queens. Danach war er bis zu seinem Ruhestand 1929 wieder als Anwalt tätig. Er starb am 27. September 1943 und wurde auf dem Mount St. Mary’s Cemetery in Flushing beigesetzt.